# Obeidia gigantearia
Obeidia gigantearia är en fjärilsart som beskrevs av John Henry Leech 1897. Obeidia gigantearia ingår i släktet Obeidia och familjen mätare. Inga underarter finns listade i Catalogue of Life.

## Bildgalleri

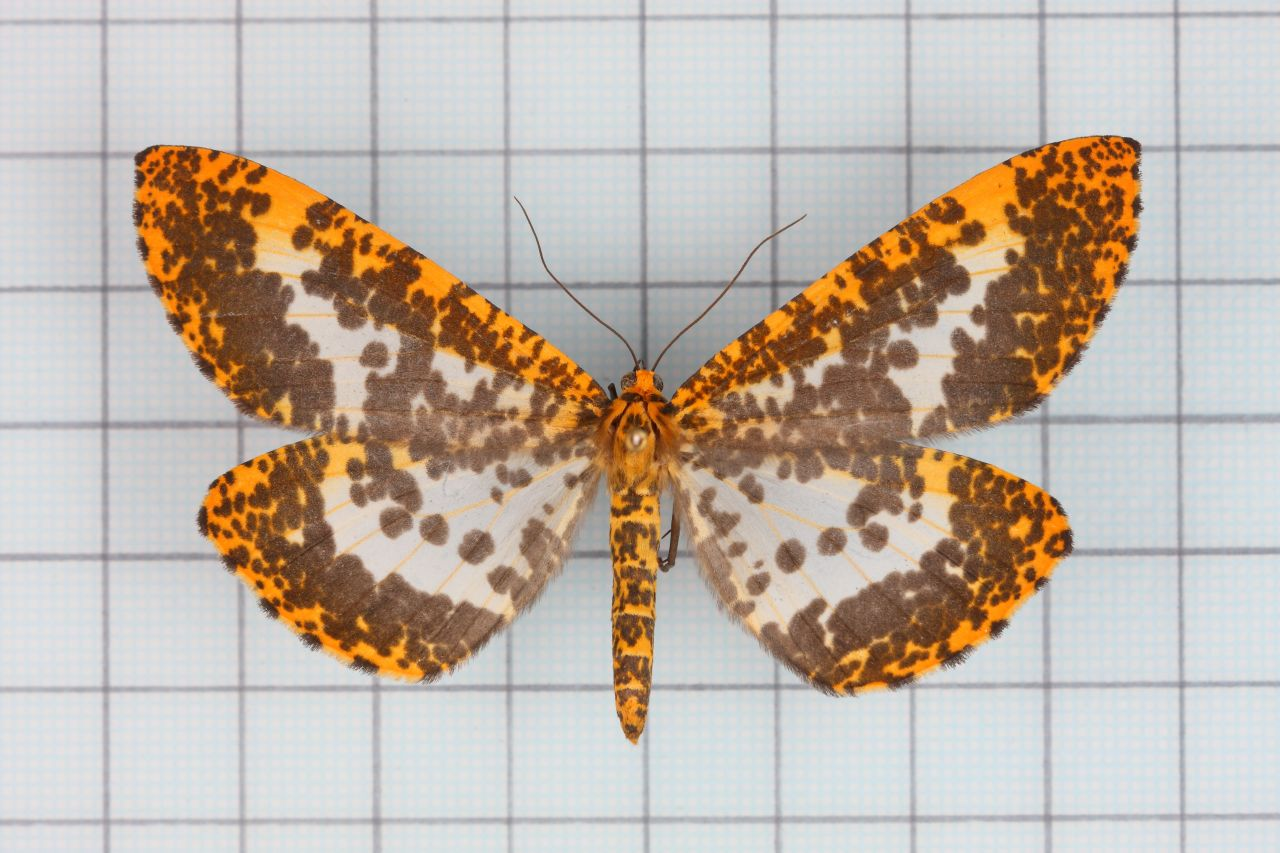
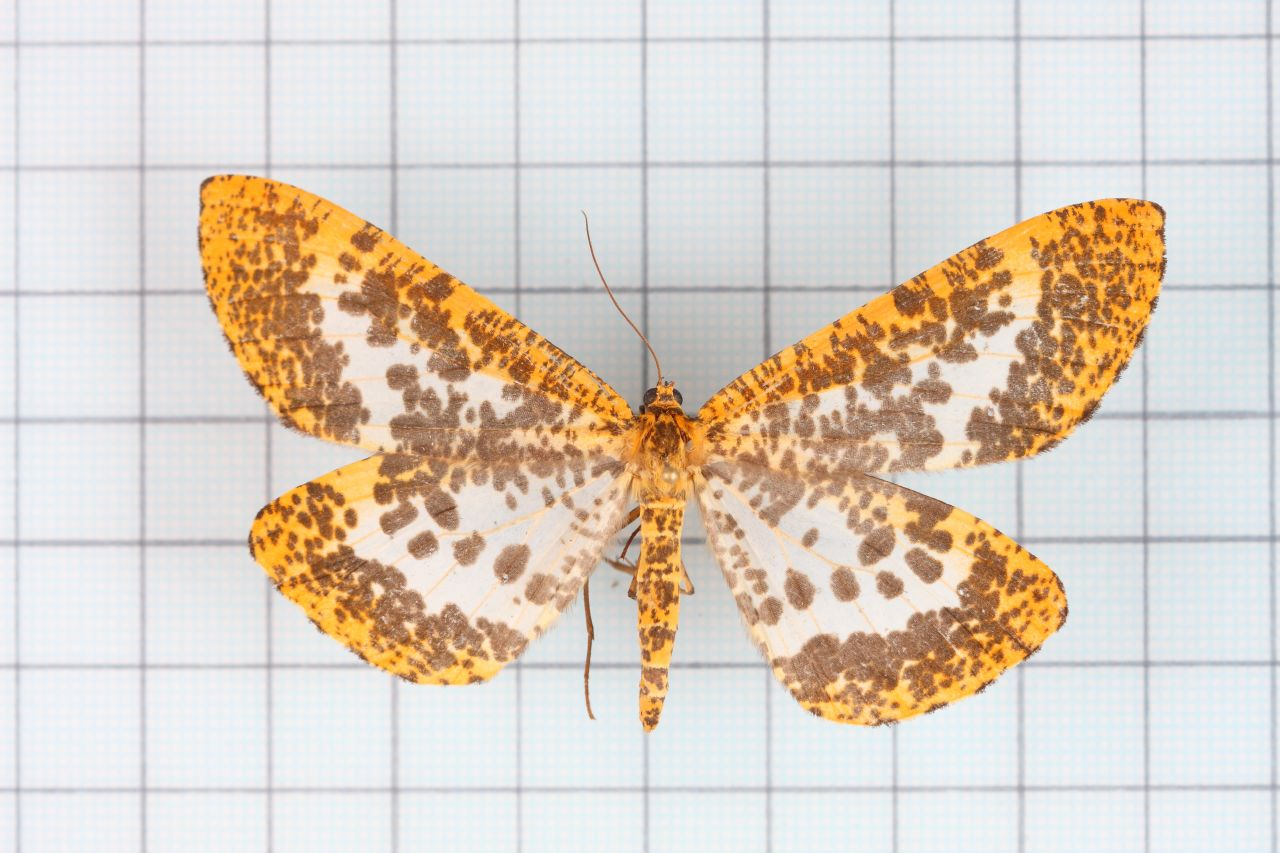